# Campagne germanico-sarmatiche di Costantino
Le campagne germanico-sarmatiche di Costantino furono combattute dall'imperatore romano Costantino I contro le vicine popolazioni germaniche di Franchi, Alamanni e Goti, oltre a quelle sarmatiche degli Iazigi, lungo l'intero sistema difensivo settentrionale a protezione dei confini imperiali, tra il 306 ed il 336.
Vale la pena ricordare che, una volta giunto alla guida delle province occidentali del limes renano (nel 306), in seguito alla morte del padre Costanzo Cloro (Augusto d'Occidente), concentrò i suoi sforzi iniziali nel combattere e difendere questo tratto di frontiera contro le popolazioni germaniche di Franchi ed Alemanni, facendo così di Augusta Treverorum la sua prima capitale. Sconfitto l'usurpatore Massenzio nel 312 grazie alla determinante battaglia a Roma presso il ponte Milvio, anche tutta l'Italia passò sotto il suo controllo, e Costantino divenne così unico augusto in Occidente.
Nel febbraio del 313 Costantino I (che aveva trascorso l'inverno a Roma), strinse un'alleanza con Licino, rafforzata dal matrimonio di quest'ultimo con la sorella del primo, Flavia Giulia Costanza. Ma quest'alleanza durò solo pochi anni, poiché già nel 316 i due augusti entrarono in conflitto. Costantino ebbe la meglio su Licinio, che fu costretto a cedere a Costantino l'Illirico, non invece la Tracia. Costantino avanzava con i suoi possedimenti territoriali sempre più verso est, trovandosi ora a dover difendere anche l'importante settore strategico del limes sarmaticus (dal 317).
Negli anni successivi Costantino si concentrò maggiormente lungo il medio limes danubiano, combattendo soprattutto contro i Sarmati del tratto di limes pannonicus, soggiornando spesso a Sirmium quasi ininterrottamente fino al 324 (anno in cui le sue armate mossero contro Licinio), facendone la propria capitale insieme a Serdica Nel corso di questi anni, Costantino si dimostrò ancora una volta molto attivo militarmente, viaggiando lungo l'intero limes dei territori appena acquisiti. Poi dal 320 affidò al figlio primogenito, Crispo, affiancato da un prefetto, il comando militare della Gallia.
Quando seppe che un esercito di Goti aveva attraversato il Danubio per devastare i territori romani di Mesia inferiore e Tracia, che appartenevano all'altro augusto Licinio, lasciò il suo quartier generale di Tessalonica e si apprestò a marciare contro di loro (nel 323). Il fatto però di aver sconfinato, attaccando il nemico nella parte d'impero romano non di sua competenza, scatenò l'ultima fase della guerra civile tra i due augusti, che portò alla sconfitta definitiva di Licinio ed alla consacrazione di Costantino quale unico Imperatore romano.
L'ultima fase del suo regno, fino alla morte (avvenuta nel 337), vide l'imperatore cristiano consolidare l'intero sistema difensivo lungo i tratti renano e danubiano ed ottenendo importanti successi militari che portarono a "controllare" buona parte di quei territori ex-romani, che erano stati abbandonati da Gallieno ed Aureliano: dall'Alamannia (Agri decumates), alla Sarmatia (piana meridionale del Tibisco, ovvero il Banato) fino alla Gothia (Oltenia e Valacchia). E sempre a partire da questi anni, Costantino continuò ad utilizzare quali sue residenze imperiali preferite Serdica, Sirmium e Tessalonica, oltre alla dioclezianea Nicomedia.

## Contesto storico
Con la morte dell'imperatore Numeriano nel novembre del 284 (a cui il padre Marco Aurelio Caro aveva affidato l'Oriente romano), ed il successivo rifiuto delle truppe orientali di riconoscere in Carino (il primogenito di Caro) il naturale successore, fu elevato alla porpora imperiale Diocleziano, validissimo generale di origini illiriche. Al termine della guerra civile che ne scaturì, la vittoria arrise a quest'ultimo, il quale dal novembre del 285 nominò come suo vice (cesare), un valente ufficiale di nome Marco Aurelio Valerio Massimiano, che pochi mesi più tardi elevò al rango di augusto (1º aprile 286), formando così una diarchia, nella quale i due imperatori si dividevano su base geografica il governo dell'Impero. Ciò sighificava anche dividersi le responsabilità nella difesa delle frontiere contro le continue e crescenti invasioni germanico-sarmatiche e persiane, dovendo anche difendersi dai continui tentativi di usurpazioni imperiali.
Data la crescente difficoltà a contenere le numerose rivolte interne e lungo i confini, nel 293 si procedette a un'ulteriore divisione territoriale, al fine di facilitare le operazioni militari: Diocleziano nominò, come suo cesare per l'Oriente, Galerio, mentre Massimiano fece lo stesso con Costanzo Cloro, per l'Occidente.
Il sistema tetrarchico entrato, però, in crisi un anno dopo l'abdicazione dei due augusti (avvenuto nel 305), Diocleziano e Massimiano, portò ad una nuova guerra civile (dal 306 al 324), che causò nuovi sfondamenti nel sistema difensivo romano, con tentativi di insediamento delle popolazioni barbare all'interno degli "antichi" confini imperiali.
Fu solo con l'ascesa al trono da parte di Costantino I, divenuto unico augusto in Occidente dopo la battaglia di Ponte Milvio del 312, e, ancor più, la sconfitta di Licinio con la conseguente riunificazione dell'Impero sotto un unico imperatore (nel 324), che le frontiere settentrionali tornarono ad essere difese adeguatamente (dal Reno al Danubio). Non a caso allo stesso imperatore si attribuì, non solo il merito di aver perfezionato l'ordinamento militare dioclezianeo, ma anche di aver riconquistato o quantomeno posto in un rapporto di "clientela" numerose genti barbare, di tutti i territori che erano appartenuti a Traiano (dagli Agri decumates, a buona parte della stessa Dacia, territori abbandonati tra gli anni 260 e 273, da Gallieno ed Aureliano).

### Antefatto: la morte di Costanzo Cloro
Con la morte di Costanzo Cloro, avvenuta ad Eburacum (York) il 25 luglio del 306,, il sistema tetrarchico andò in crisi: il figlio illegittimo dell'imperatore defunto, Costantino fu proclamato augusto dal generale Croco e dall'esercito di Britannia. La sua elezione era avvenuta secondo un principio dinastico, distante dal sapore "meritocratico" della Tetrarchia di Diocleziano. Solo Lattanzio sosteneva fosse stato designato augusto dal padre sul letto di morte. Galerio insoddisfatto però da questo atto, offrì al figlio del suo collega ora deceduto, il titolo di cesare, che Costantino accettò, lasciando che fosse invece Severo a succedere al padre, Costanzo. Qualche mese più tardi, Massenzio, figlio del vecchio augusto Massimiano Erculio, si fece acclamare, grazie all'appoggio di ufficiali come Marcelliano, Marcello e Luciano (non invece di Abellio, vicario del praefectus Urbi, che fu ucciso), dai pretoriani, ripristinando il principio dinastico. E fu proprio da questo periodo, che Costantino cominciò ad ottenere importanti successi militari su Alemanni e Franchi, lungo quel tratto di frontiera a lui affidato, come ci racconta lo stesso Eutropio.

## Forze in campo

### Romani
Con riferimento alle forze romane impiegate lungo l'intero tratto di limes settentrionale, dalla Britannia alle due Mesie, vale la pena ricordare che proprio in questi anni vi fu un'importantissima riforma dell'esercito romano, una nuova distribuzione delle legioni romane lungo i confini ed un aumento della dimensione complessiva delle sue armate. Sappiamo infatti che con la riforma tetrarchica di Diocleziano il numero complessivo delle legioni fu portato nel 300 a 55/56. L'ascesa al trono di Costantino ed il ripristino di una monarchia dinastica portò il numero delle legioni romane ad aumentare ulteriormente fino a 62/64, attorno all'anno 330.

### Barbari
Lungo il Limes renano, verso la Gallia e la Britannia, premettero soprattutto Franchi e Sassoni. Anche gli Alemanni compirono alcune incursioni in questa regione, ma obiettivo primario dei loro attacchi fu, in questa fase, l'Italia settentrionale, attraverso la Pannonia (alto Limes danubiano). Gli scontri maggiori furono però portati nell'area del basso Danubio, verso le province romane dell'area balcanica; qui si concentrarono gli attacchi in massa Marcomanni, Quadi, Sarmati e soprattutto Goti, ormai ripartiti nelle due famiglie dei Tervingi e dei Greutungi.

## Fasi del conflitto

### Prima fase (306-316): la difesa dellimesrenano

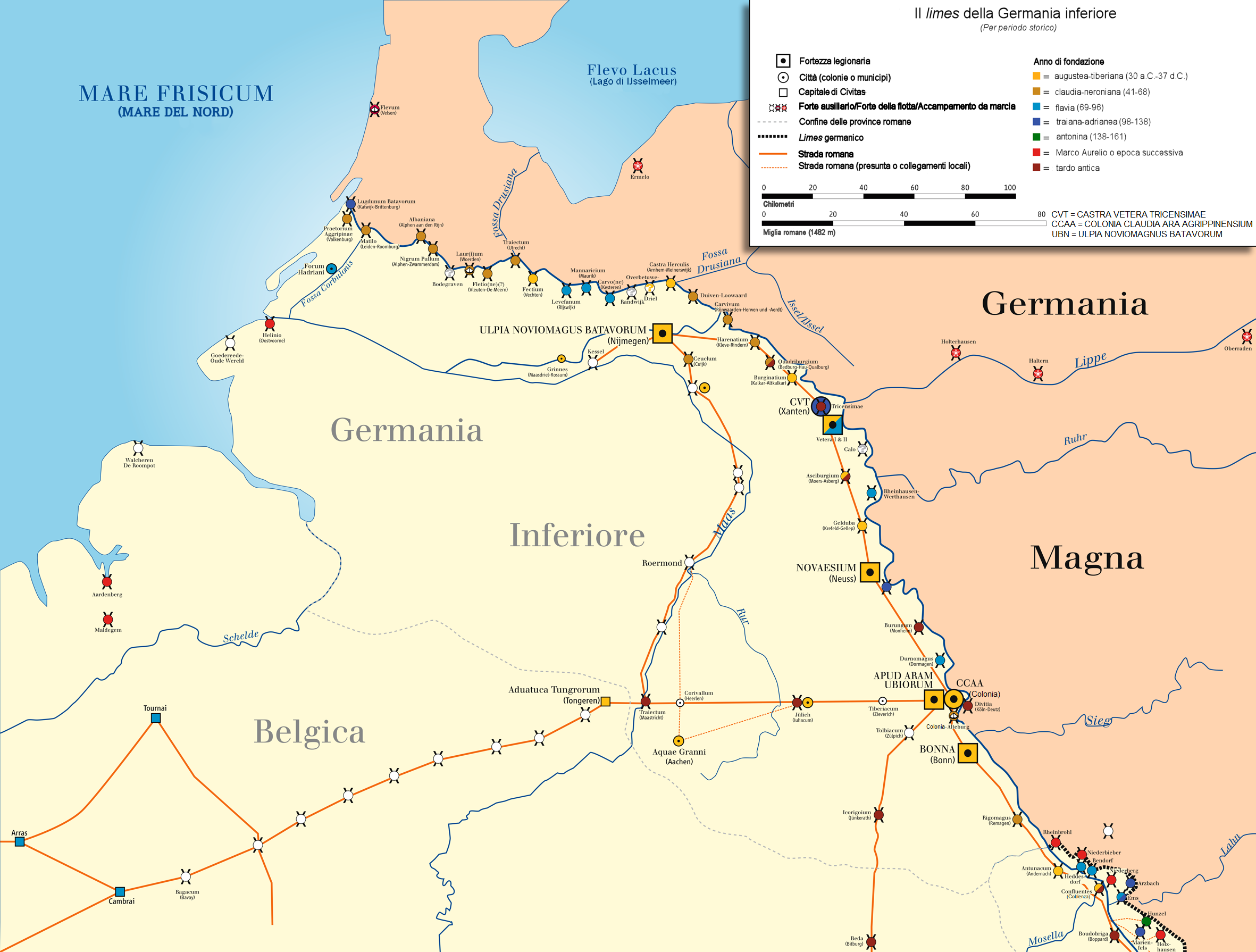
Il settore di frontiera della provincia romana della Germania I lungo il basso corso del fiume Reno.

306Il trentaduenne Costantino, sebbene non avesse ottenuto il permesso di raggiungere il padre, Costanzo Cloro (Augusto d'Occidente, ma di salute cagionevole da anni), dall'Augusto d'Oriente, Galerio, presso la cui corte viveva fin dai tempi di Diocleziano, decise di scappare nella primavera di quell'anno. Raggiunto il padre a Gesoriacum, in procinto di attraversare il canale della Manica per raggiungere la vicina Britannia, lo affiancò nell'imminente campagna militare, nella quale ottenne importanti successi contro le popolazioni di Pitti e Scoti, a nord del vallo di Adriano. Morto il padre nel corso dell'estate, Costantino fu proclamato Augusto per l'Occidente dalle truppe fedeli al padre (ad Eburacum, il 25 luglio di quello stesso anno).
Il giovane tetrarca aveva, però, necessità che la sua elezione imperiale fosse riconosciuta prima di tutto da Galerio, il più alto in rango tra gli Augusti. Quest'ultimo che avrebbe preferito a Costantino, l'amico e compagno d'arme, Licinio, trovandosi di fronte al fatto compiuto ed in una situazione sfavorevole, che avrebbe potuto portare alla "secessione" dei territori di Gallia e Britannia, trovò una via d'uscita appellandosi al sistema tetrarchico di Diocleziano: nominò quale Augusto dell'Occidente, l'ex-Cesare, Flavio Severo, che governava da un anno, Italia, Africa e Spagna, mentre il figlio di Costanzo Cloro, fu nominato Cesare. Costantino accettò di buon grado e fece ritorno a Augusta Treverorum nell'autunno di quello stesso anno, da dove le frontiere della Gallia, che erano tornate ad essere minacciate dalle popolazioni germaniche dei Franchi, sarebbero state meglio controllate. Qui rimase a difendere questo importante tratto di limes per i sei anni successivi, trasferendovi la propria corte imperiale e trasformandola nella propria capitale (di 80 000 abitanti), come risulta anche dall'imponente costruzione dell'Aula palatina, fatta erigere dal padre e completata da Costantino nel 310. Durante questi anni, non solo rafforzò le difese di questi territori contro le continue incursioni dei barbari, ma potenziò le armate alle sue dipendenze, aumentandone gli effettivi con la creazione di nuove legioni.
| Costantino I: Follis                                                                               | Costantino I: Follis |
| -------------------------------------------------------------------------------------------------- | --- |
| | |
| IMP CONSTANTINVS P F AVG, testa laureata verso destra e busto con corazza;                         | MARTI PATRI PROPVGNATORI (che combatte o che difende i confini imperiali), Marte che avanza verso destra e tiene in mano una lancia ed uno scudo; ai lati T F e in esergo P TR. |
| 25 mm, 6.52 g, coniato nel 307/308, dove si celebrano i primi successi in Gallia contro i Germani. | |

307Costantino I, con l'inizio della primavera, progettò una nuova campagna in territorio germanico. Egli si trovava a dover affrontare le popolazioni dei Franchi, dei Camavi, dei Bructeri, dei Cherusci e degli Alamanni. Il giovane imperatore era, però, cresciuto alla scuola militare d'Oriente, di Diocleziano e Galerio. Egli, per nulla intimorito dalla sua giovane età, condusse la guerra con maggiore determinazione ed energia di quanto non avesse fatto il padre negli anni passati. Nel corso delle operazioni militari, egli ottenne, infatti, importanti successi, riuscendo a battere pesantemente i Franchi che avevano invaso i territori romani ad occidente del fiume Reno l'anno precedente. Si racconta che, mentre questo popolo era intento ad attraversare il basso Reno, Costantino passò il fiume in altra località all'improvviso e sorprese il nemico con un attacco inaspettato, che ne prevenne una nuova invasione. Numerosi furono quelli tra i barbari uccisi, fatti prigionieri o schiavi, alcuni dei quali utilizzati nei giochi gladiatori. Fu loro requisito tutto il bestiame ed i loro villaggi ridotti in cenere, Per questi successi al termine dell'anno si meritò l'appellativo di Germanicus maximus. Nel corso di questa campagna e delle successive Costantino potrebbe aver utilizzato la fortezza legionaria di Castra Vetera come base, e la valle del fiume Lippe quale via di penetrazione (come a suo tempo aveva fatto Augusto e 50 anni dopo, Giuliano), per aggirare il nemico, che si trovava a nord di questo importante corso fluviale, e prenderlo alle spalle dopo averne devastato i territori.
Sempre nel corso dell'anno, mentre Massenzio era occupato a rafforzare le difese di Roma contro Galerio, Massimiano strinse un'alleanza con Costantino, secondo la quale Costantino ne sposava la figlia, Fausta venendo proclamato augusto dallo stesso suocero, Massimiano. Quest'ultimo tornò a Roma nell'inverno successivo del 307-308, avendo creato i presupposti per mettere male tra il genero ed il figlio Massenzio, con cui poco dopo entrò egli stesso in contrasto.
308Nuovi successi furono conseguiti da Costantino contro i Bructeri nel corso dell'anno tanto da meritargli nuovamente il titolo di Germanicus maximus.
Sul finire dell'anno, viste le preoccupazioni per una tetrarchia che sembrava in crisi, l'11 novembre 308 si tenne a Carnuntum sull'alto Danubio, un incontro cui parteciparono Galerio, Massimiano e Diocleziano, richiamato da Galerio. In questa occasione venne riorganizzata una terza tetrarchia: Massimiano fu obbligato ad abdicare, mentre Costantino fu nuovamente degradato a cesare; al contrario Licinio, un leale commilitone di Galerio, fu nominato augusto d'Occidente. Al termine di questa nuova campagna militare contro i Franchi, costruì l'importante forte-"testa di ponte" di Deutz (Divitia) in territorio germanico, di fronte a Colonia Agrippinensis.

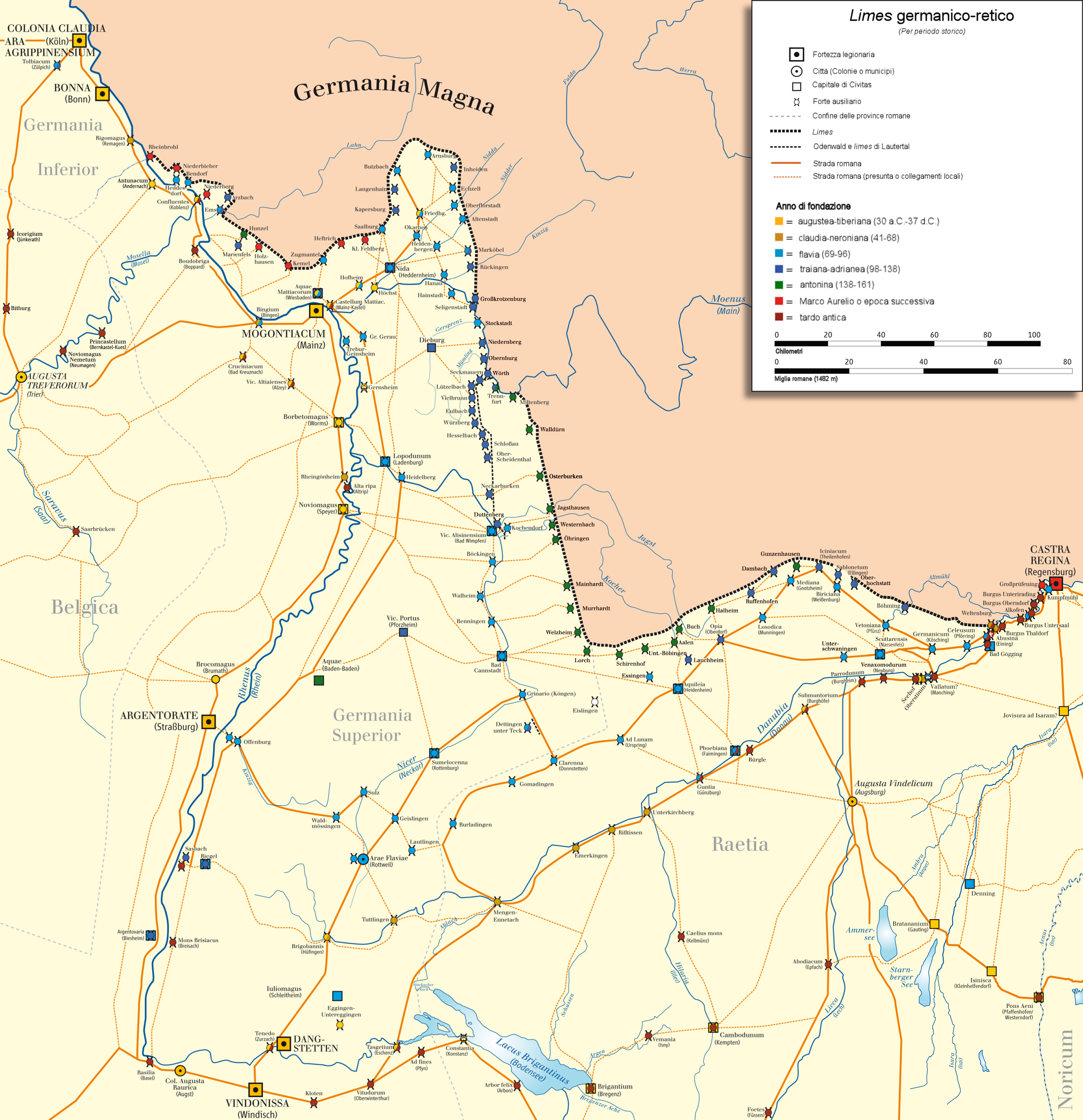
Il settore di frontiera della provincia romana della Germania II lungo l'alto corso del fiume Reno.

310Ancora Costantino ottenne importanti successi militari su Alemanni e Franchi, di cui si dice riuscì a catturare i loro re, dato in pasto alle belve durante i giochi gladiatorii, proprio mentre Massimiano si era ribellato alla sua autorità. Massimiano fu obbligato a fuggire, mentre Costantino, abbandonata la sua campagna contro i Franchi, si recò rapidamente nella Gallia meridionale dove, raggiunto il fuggitivo a Massilia (Marsiglia, Francia), riuscì a catturarlo ed a costringerlo a suicidarsi. Nel corso di questa nuova campagne militare contro i Franchi, Costantino aggiunse al forte di Deutz (Divitia), un maestoso ponte sul Reno di 420 metri di lunghezza, per 10 di larghezza.
311Alla morte di Galerio, avvenuta nel corso dell'anno, Massimino Daia si impadronì dell'Oriente, lasciando a Licinio l'Illirico. Ora l'impero romano era diviso in quattro parti (Massimino Daia e Licinio in Oriente, Costantino e Massenzio in Occidente) formando una nuova tetrarchia solo di nome. In realtà poco dopo Massimino, Costantino e Licinio si coalizzarono per eliminare il primo dei quattro augusti: Massenzio. Nel corso di quest'anno non sembra vi siano state altre campagne militari contro le popolazioni germaniche d'oltre Reno. Al contrario Costantino provvide a fortificare sempre più questo tratto di limes con nuove costruzioni (come ad Haus Bürgel, sulla sponda destra del grande fiume, ad una trentina di km a Nord di Divitia, o lungo le strade che conducevano da Colonia Agrippina a Augusta Treverorum), oltre a potenziare quelle già esistenti. E se il forte ausiliario di Noviomagus Batavorum sembra sia stato abbandonato verso la fine del III secolo, Costantino costruì nell'area circostante due nuovi forti: a Valkhof (nei pressi del fiume Waal) ed un altro lungo la costa, a Valkenburg (presso Hook).
| Costantino I: aureo                                                       | Costantino I: aureo                                                        |
| ------------------------------------------------------------------------- | -------------------------------------------------------------------------- |
|                                                                           |                                                                            |
| CONSTAN-TINUS AUG AVG, testa laureata verso destra;                       | [...] ROMANORUM, Alemannia seduta sopra ad un trofeo; Alemannia in esergo. |
| 4.63 gr, coniato nel 312/313, dove si celebra il successo sull'Alemannia. |                                                                            |

312E così Costantino, riunito un grande esercito formato anche da barbari catturati nelle recenti guerre (tra Germani, popolazioni celtiche provenienti dalla Britannia), si diresse verso l'Italia dalla Gallia e batté più volte il rivale Massenzio, prima presso Torino, poi presso Verona, ed infine a Roma presso il ponte Milvio in una battaglia risolutiva. Con la morte di Massenzio, tutta l'Italia passò sotto il controllo di Costantino, il quale rimase così unico augusto in Occidente.
313Nel febbraio di quest'anno Licinio si recò a Mediolanum (Milano), per incontrare Costantino I (che sembra abbia trascorso l'inverno a Roma), ora unico imperatore della parte occidentale: i due strinsero un'alleanza (vedi anche editto di Milano), rafforzata dal matrimonio di Licinio con la sorella di Costantino, Flavia Giulia Costanza. L'alleanza tra Licinio e Costantino escludeva chiaramente il terzo imperatore, Massimino Daia, il quale di lì a poco fu affrontato, sconfitto da Licinio nella battaglia di Tzirallum, e si diede la morte. L'Impero romano si trovava così diviso nelle mani di due soli augusti: Costantino in Occidente e Licinio in Oriente.
Costantino, in questo stesso periodo, condusse una nuova campagna militare contro Franchi ed Alamanni in Gallia che durò fino all'estate di quell'anno. Finse di attraversare il fiume, risalendo lo stesso verso il suo corso superiore rivolgendosi contro gli Alamanni, ma poco dopo decise di tornare indietro attaccando i Franchi utilizzando una veloce flotta. Devastò, quindi, i loro territori facendo prigioniero uno dei loro re. Subito dopo tornò sui suoi passi e devastò anche i territori degli Alamanni, tanto che la monetazione di quell'anno celebra il GAVDIVM ROMANORVM ALAMANNIA.

Il mondo romano durante la guerra civile degli anni 306-324.

314-315Ancora una volta Costantino scelse Augusta Treverorum come suo quartier generale per questi due anni, al fine di meglio tenere sotto controllo il tratto di frontiera renana, mettendovi ordine ancora una volta contro le possibili incursioni di Franchi e Alamanni, oltre a continuare nelle sue opere di fortificazione. Tornò a Roma nel luglio del 315 per i suoi decennales di Impero ed ottenere il meritato trionfo per la vittoria al ponte Milvio su Massenzio, come celebrano anche le monete dell'anno: non più solo Victor ma anche Triumphator.
316-317La recente unione tra Licinio e Costanza non fu però sufficiente a scongiurare una nuova guerra civile, poiché già nel corso di quest'anno i due augusti entrarono in conflitto. Secondo Zosimo:
(Zosimo, Storia nuova, II, 18, 1.)
Costantino ebbe la meglio su Licinio, prima a Cibalae e poi a Mardia. La pace che ne seguì (1º marzo del 317), vide Licinio costretto a cedere a Costantino l'Illirico, non invece la Tracia. Costantino avanzava con i suoi possedimenti territoriali sempre più verso est, trovandosi ora a dover difendere anche l'importante settore strategico del limes sarmaticus (o pannonicus), lungo il quale lo stesso imperatore aveva combattuto nel 305 alle dipendenze di Galerio, come ufficiale, riuscendo a vincere in duello un capo barbaro.

### Seconda fase (317-324): la difesa dellimes pannonicus-sarmaticus
| Costantino I: Æ Follis                                                              | Costantino I: Æ Follis |
| ----------------------------------------------------------------------------------- | --- |
|                                                                                     | |
| IMP CONSTAN-TINVS MAX AVG, testa laureata e busto con corazza ed elmo verso destra; | VICTORIAE LAETAE PRINCPE [RP?], due Vittorie in piedi una di fronte all'altre, insieme tengono uno scudo sul quale è scritto VOT/PR su due linee, al di sopra di un altare con una *; P(rima oficina) T(icinensis) in esergo. |
| 16 mm, 2.93 gr, 6 h (zecca di Ticinum, prima officina), coniato nel 318/319         | |

317-319In seguito agli eventi sopra descritti, Costantino combatté contro i Sarmati del tratto di limes pannonicus, ottenendo per la prima volta il titolo vittorioso di Sarmaticus maximus come sembra dimostrare un'iscrizione rinvenuta in Mauretania, tanto da far ritenere al Mócsy che lo stesso soggiornò a Sirmium quasi intinterrottamente fino al 324 (anno in cui le sue armate mossero contro Licinio), facendone la propria capitale. Anche Horst sostiene che le sue residenze imperiali preferite, nel corso degli anni compresi tra il 317 ed il 323, furono soprattutto Serdica e Sirmium.
Nel corso di questi anni, Costantino si dimostrò ancora una volta molto attivo militarmente, poiché spesso viaggiò lungo l'intero limes dei territori appena acquisiti con la pace di Serdica (marzo del 317). Ispezionò le guarnigioni della ripa sarmatica, provvedendo al loro rafforzamento anche attraverso la costruzione di nuove "teste di ponte" in direzione della piana del fiume Tisza, per far fronte al pericolo dei barbari d'oltre confine (Iazigi e Goti). Potenziò le flotte fluviali su Danubio, Sava, Drina e Morava, oltre a quelle marittime di Adriatico ed Egeo, dove rafforzò i porti marittimi di Aquileia, Pireo e Tessalonica (ex-capitale di Galerio), con la costruzione di arsenali, cantieri navali, oltre a migliorare l'armamento delle squadre navali. Era evidente che queste opere di ricostruzione e potenziamento marittimo gli sarebbero servite un giorno,contro Licinio.
320Il figlio primogenito di Costantino, Crispo (allora quindicenne, e quindi affiancato da un prefetto), una volta ottenuto il comando militare della Gallia, condusse campagne militari lungo il limes renano, riportando le sue prime vittorie contro i Franchi e gli Alamanni, proprio in questo stesso anno.
322Costantino riuscì a respingere una nuova invasione in Pannonia da parte dei Sarmati Iazigi. In seguito a questi scontri l'imperatore Costantino I (o forse lo stesso Diocleziano prima di lui) potrebbe aver dato inizio alla costruzione del nuovo tratto di Limes, la cosiddetta "diga del Diavolo", la quale era costituita a nord da una serie di terrapieni che da Aquincum collegavano il fiume Tibisco, per poi piegare verso sud e collegare il fiume Mureș, percorrere il Banato fino al Danubio all'altezza di Viminacium. Non a caso la monetazione di quest'anno e di quello successivo celebrano la SARMATIA DEVICTA e attribuiscono a Costantino l'appellativo di Sarmaticus maximus per la seconda volta.
| Costantino I: Follis                           | Costantino I: Follis |
| ---------------------------------------------- | --- |
|                                                | |
| CONSTAN-TINVS AG, testa laureata verso destra; | SARMATIA DEVICTA, la Vittoria avanza, tenendo un trofeo ed una palma in mano, mentre un prigioniero è seduto ai suoi piedi (e sotto la scritta P LON). |
| 19 mm, 2.68 g, coniato nel 323/324             | |

323L'anno successivo ancora Costantino potrebbe aver respinto una nuova invasione di Sarmati Iazigi, come sembra supporre Zosimo, il quale potrebbe però aver unito o confuso le invasioni dei Sarmati di due anni differenti, i quali avevano tentato invano di occupare dopo un difficile assedio una città della Pannonia inferiore, identificabile con Campona, poco a sud della fortezza legionaria di Aquincum.

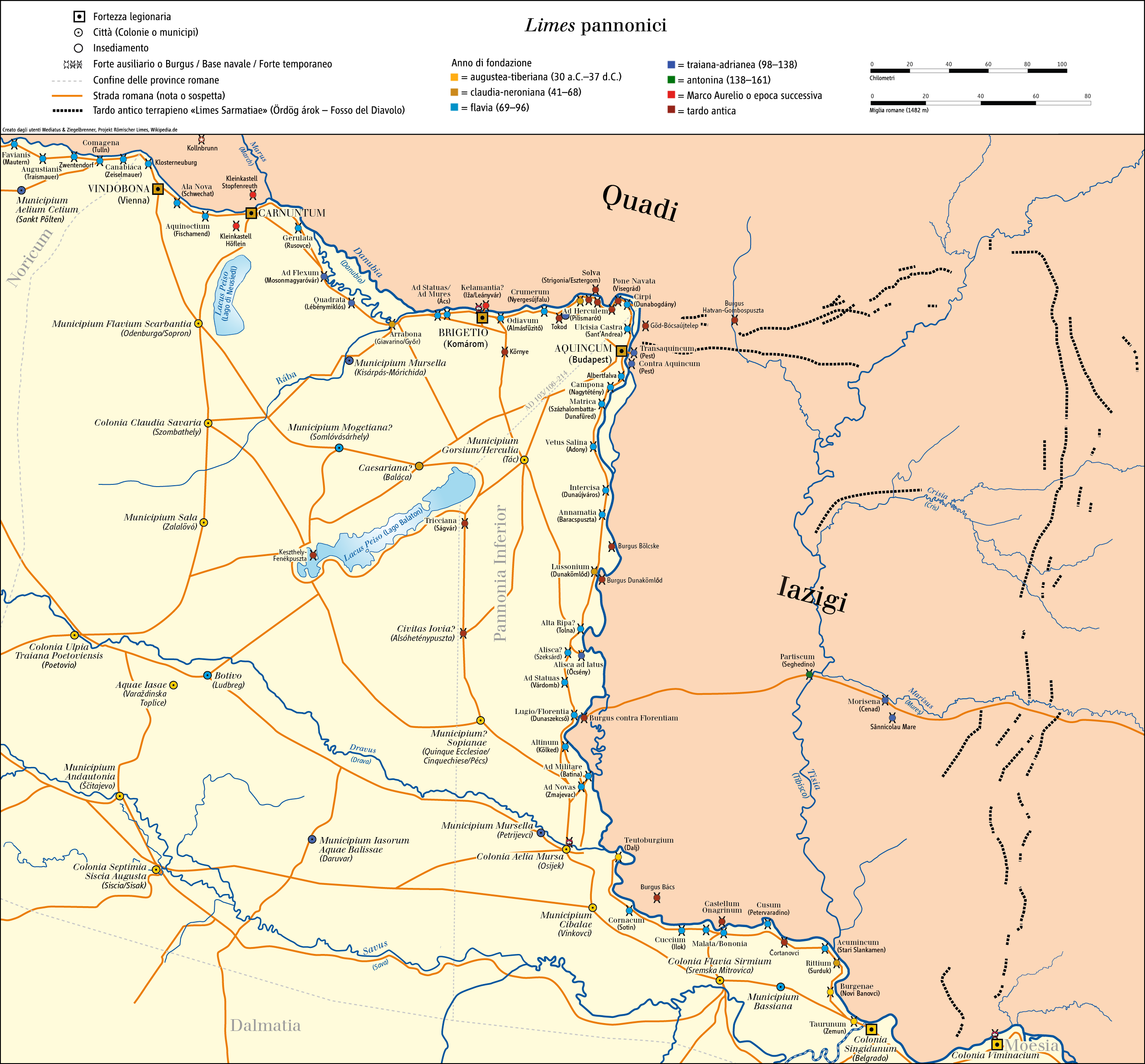
Il limes lungo i confini della Pannonia romana, con il tracciato della cosiddetta diga del Diavolo in Sarmazia.

(Zosimo, Storia nuova, II, 21.1-2.)
Contemporaneamente i Goti di Rausimodo, decisero di attraversare anch'essi l'Istro (molto più a valle) e tentarono di devastare i territori romani della Mesia inferiore e Tracia. Costantino, informato di ciò, lasciò il suo quartier generale di Tessalonica e si apprestò a marciare contro di loro. I barbari saputo dell'arrivo dell'augusto decisero di ritirarsi in Valacchia, ma Costantino attraversato anch'egli l'Istro, raggiunse l'invasore goto e nella battaglia che ne seguì, fece grande strage degli stessi, riuscendo ad uccidere lo stesso Rausimodo.
(Zosimo, Storia nuova, II, 21.3 e 22.1.)
I barbari chiesero la pace, e Costantino, che aveva però sconfinato, attaccando il nemico nella parte d'impero romano non di sua competenza (si trattava della Mesia), ed appartenente all'altro augusto, Licinio, scatenò così una nuova guerra civile tra i due. Contemporaneamente continuò a celebrare sulla monetazione dell'anno la "Sarmatia devicta".
324La guerra civile che ne seguì portò alla sconfitta definitiva di Licinio ed alla consacrazione di Costantino quale unico Augusto. Egli, memore delle recenti guerre contro i Goti, decise di costruire alcuni ponti di pietra, al fine di incutere timore nelle popolazioni barbare a nord delle province danubiane: il primo tra Oescus ed il nuovo forte di Sucidava (posto sulla sponda nord del Danubio, quale testa di ponte), un secondo tra Transmarisca ed il forte di Daphne (anche quest'ultimo, testa di ponte a nord dell'Istro). Non possiamo, però, escludere che la costruzione di queste nuove fortificazioni siano da mettere in relazione con le successive campagne gotiche degli anni 326-329.

### Terza fase (324-337): la difesa dellimes gothicuse la riconquista della Dacia
In questa nuova fase Costantino I, divenuto monarca unico (Restitutor orbis) ed assoluto dell'Impero romano (Dominus et Deus), non solo riuscì a consolidare l'intero sistema difensivo lungo i tratti renano e danubiano, ma ottenne importanti successi militari e tornò a controllare buona parte di quei territori ex-romani, che erano stati abbandonati da Gallieno ed Aureliano: si trattava dell'Alamannia (Agri decumates), della Sarmatia (piana meridionale del Tibisco, ovvero il Banato) e della Gothia (Oltenia e Valacchia) come sembra dimostrare la monetazione del periodo ed il nuovo sistema difensivo del periodo (diga del Diavolo e Brazda lui Novac). Vi è da aggiungere che proprio in questo periodo, Costantino portò avanti una nuova serie di riforme, a completamento di quelle attuate quarant'anni prima da Diocleziano. Il percorso che egli compì, fu però graduale nel corso degli ultimi tredici anni di regno (dal 324 al 337, anno della sua morte).
| Crispo: Follis                                            | Crispo: Follis |
| --------------------------------------------------------- | --- |
|                                                           | |
| FL IVL CRISPVS IVN NOB CAES, testa laureata verso destra; | ALEMANNIA DEVICTA, la Vittoria avanza, tenendo un trofeo ed una palma in mano, mentre un prigioniero è seduto ai suoi piedi (e sotto la scritta SIRM). |
| 20 mma, 3.15 g, coniato nel 324/325                       | |

324/325Nel corso di questi due anni furono condotte nuove campagne militari contro la federazione degli Alamanni da parte del figlio di Costantino I, Crispo, tanto che la monetazione ne celebrò l'"Alamannia devicta". E sempre a partire da questi anni, Costantino continuò ad utilizzare quali sue residenze imperiali preferite, oltre a Serdica e Sirmium, anche Nicomedia.
328-331/332Ancora una volta Costantino I, insieme al figlio Costantino II fu costretto ad intervenire lungo l'alto Reno per battere gli Alemanni che avevano tentato di invadere i territori della Gallia. La guerra sembra che durò diversi anni, visto che i figli dell'imperatore poterono fregiarsi del titolo di "Alamannicus maximus", solo nel 331/332.
328Nel corso di quest'anno sembra che vi furono nuovi scontri lungo il medio-basso corso del Danubio contro Germani, Sarmati e Goti, tanto che ancora una volta Costantino fu costretto a passare l'Istro, costruendovi un ponte in muratura (tra Oescus e Sucidava), per portare la guerra in territorio barbarico, tanto che la strada che portava fino a Romula fu nuovamente lastricata. Qui devastò i loro territori e li ridusse in schiavitù, come ci racconta Teofane Confessore.
329L'anno seguente, sempre lungo il fronte del basso Danubio, i Goti tornarono ad agitarsi, riuscendo ancora una volta a penetrare fino in Mesia inferiore ed in Tracia, dove portarono devastazione; ma anche questa volta Costantino riuscì a respingere le orde barbariche, per poi penetrare nei loro territori dopo aver costruito un nuovo ponte in pietra nella regione della Scizia, come ci ricorda la titolatura di questi anni e gli Annales Valesiani. Al termine di questa campagna, o di quella dell'anno precedente, sembra abbia ricevuto per la quarta volta, il titolo vittorioso di Germanicus maximus, e per la prima volta quello di Gothicus maximus.
331/332I Visigoti, che molestavano gli alleati Sarmati, invadendo prima i loro territori e poi le stesse province imperiali balcaniche, furono ancora una volta sconfitti nei pressi dell'odierna Varna (in Bulgaria), dallo stesso Costantino affiancato dal sedicenne cesare Costantino II, i quali riuscirono, grazie anche a fame e gelo, a provocare la morte di 100 000 persone. I Goti furono così costretti a chiedere la pace all'imperatore romano, fornendo alcuni ostaggi a garanzia, tra cui Ariarico, il figlio del re, oltre a contingenti di ausiliari in cambio di sementi e frumento. Cosa assai più importante fu concluso un trattato con le stesse popolazioni (foedus), secondo il quale, i Goti (sembra i Visigoti) si impegnarono a difenderne i confini imperiali, ed a fornire 40 000 armati. Da allora rimasero in pace almeno fino a Giuliano, o addirittura al 375/376. Per questi successi ricevette il titolo vittorioso di "Gothicus maximus" (per la seconda volta), oltre a quello di "Debellatori gentium barbararum" (debellatore delle genti barbare), mentre la monetazione del 332 e 333 ne celebrò la GOTHIA e la Sarmatia quasi fossero diventate nuove province romane. E proprio in seguito a questi eventi l'imperatore Costantino I potrebbe aver dato inizio alla costruzione del nuovo tratto di Limes, il cosiddetto Brazda lui Novac du Nord, che correva parallelo ed a settentrione del basso corso del Danubio, da Drobeta alla pianura della Valacchia orientale fino al fiume Siret, inglobandone i nuovi territori "riconquistati". Non a caso lo stesso Aurelio Vittore racconta che fu costruito un ponte sul Danubio (riferendosi a quello del 328), oltre a numerosi forti e fortini in diverse località, a protezione dei confini imperiali.

Mappa della Dacia romana con il suo complesso sistema di fortificazioni e difesa. A sinistra (in grigio) la cosiddetta diga del Diavolo ed a destra in verde il Brazda lui Novac di epoca costantiniana.

334Due anni più tardi, gli stessi Sarmati che avevano richiesto l'intervento "amico" del popolo romano, crearono nuovi problemi all'Impero romano, a causa di loro conflitti interni, tra la fazione dei Limigantes e degli Argaragantes. Si narra, infatti, che gli schiavi (Limigantes) cacciarono ancora una volta i padroni (Argaragantes) dal Banato, costringendo Costantino, non tanto ad intervenire militarmente, quanto a distribuire una massa enorme di "sfollati" (si parla di 300 000 persone) in Scizia, Italia, Macedonia, Tracia Moesia Prima e Pannonia secunda. Vi è chi al contrario ritiene possibile una nuova campagna militare romana nei territori della piana del Tisza, per mettere ordine tra le fazioni in guerra, al termine della quale Costantino ricevette per la terza volta il titolo vittorioso di "Sarmaticus maximus". Vi sarebbero, infine, indizi archeologici secondo i quali Costantino avrebbe occupato parte del Banato montano, lungo pertanto le "vecchie" strade romane che da Dierna e Lederata, conducevano a Tibiscum sessant'anni prima.
335 circaGiordane racconta un episodio databile a questo periodo, secondo il quale i Vandali di Visimar, che abitavano la regione compresa tra il fiume Marisus ed il Danubio (forse poco a nord-ovest del Banato), si scontrarono con i Goti di Geberico e furono sconfitti. I superstiti chiesero a Costantino di essere ammessi nei territori dell'Impero romano, ottenendone il permesso e stabilendosi nella Pannonia, dove rimasero tranquilli per almeno quarant'anni "obbedendo alle leggi dell'Impero come gli altri abitanti della regione".
336L'imperatore Costantino I ottenne nuovi successi oltre il Danubio in quei territori che una volta erano stati la provincia della Dacia romana (abbandonata sotto Aureliano), ottenendo il titolo onorifico di Dacicus maximus. E potrebbe non essere una casualità l'iscrizione rinvenuta nei pressi della ex-fortezza legionaria di Apulum che menziona una donna il cui nome sarebbe stato quello di Ulpia (riferendosi a Traiano) Constantina (riferendosi a Costantino). Il suo significato potrebbe dare maggior credito a quanto ricordava l'imperatore Flavio Claudio Giuliano, il quale sosteneva che Costantino aveva riconquistato tutti i territori che erano appartenuti a Traiano, compresa la Dacia.

## Conseguenze

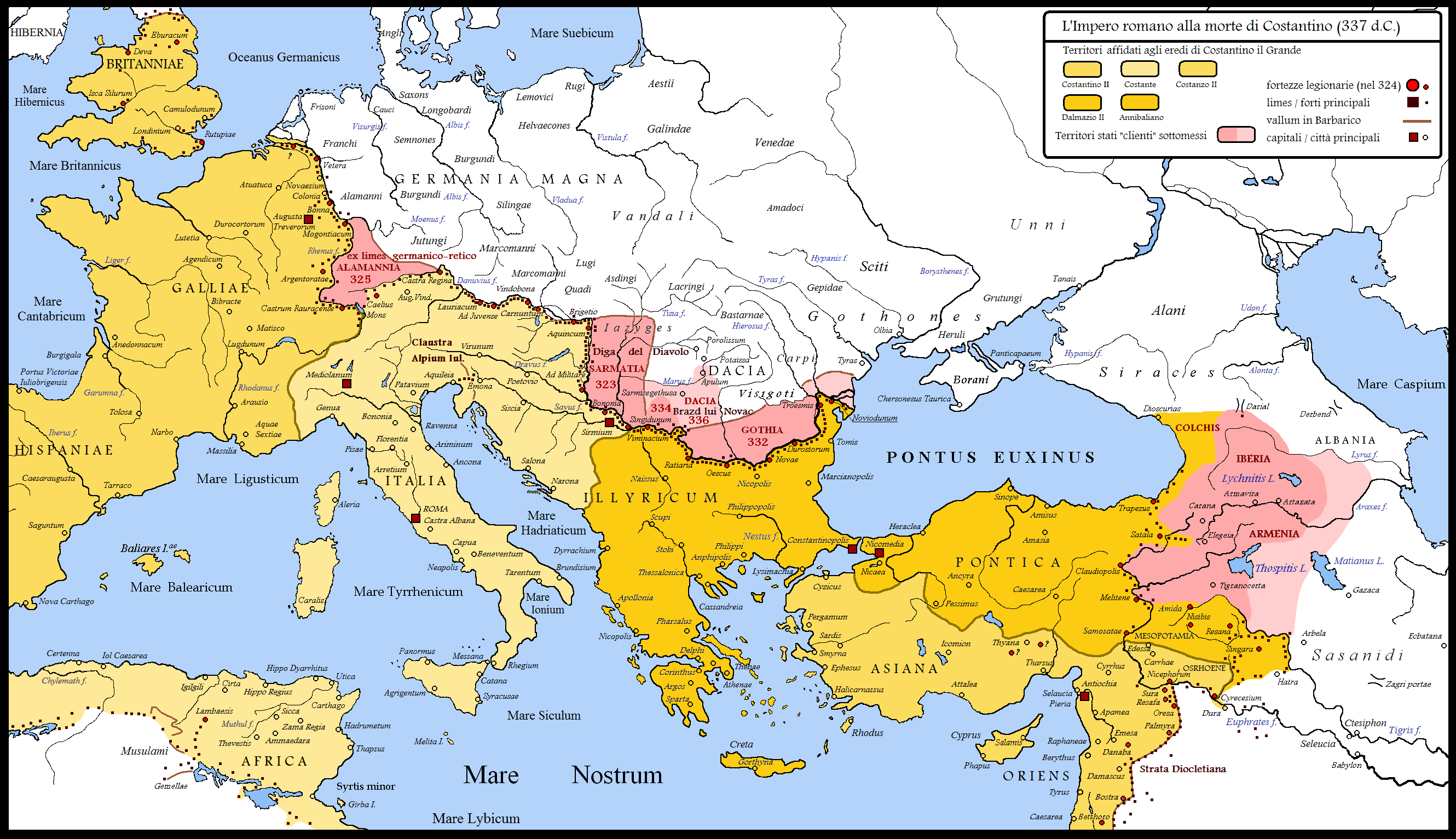
Le frontiere romane settentrionali ed orientali al tempo di Costantino, con i territori acquisiti nel corso del trentennio di campagne militari (dal 306 al 337).

Gli equilibri lungo il basso corso del Danubio, dopo le ripetute campagne di Costantino e dei suoi figli, rimasero pressoché invariati fino al 375 circa. In Oriente si assistette a tutta una serie di preparativi in vista dell'imminente campagna militare contro i Sasanidi, mai realizzata dal "grande" imperatore, a causa della sua scomparsa avvenuta nel maggio del 337. Fu invece il re persiano, Sapore II, a passare al contrattacco. Per un venticinquennio le armate romane, prima del figlio, Costanzo II, e poi del nipote, Flavio Claudio Giuliano, combatterono contro le armate sasanidi con alterna fortuna (tra il 337 ed il 363). I confini imperiali orientali e del basso Danubio, rimasero però, per almeno un trentennio, pressoché invariati. In Oriente i Romani continuarono a mantenere un controllo più o meno diretto sulle regioni della Colchide (o Lazica), dell'Armenia, dell'Iberia (compreso il passo di Darial, presidiato da un forte romano, almeno fino al 369) e del Ponto, mentre i Persiani sull'Albania caucasica e le strade che conducevano al Mar Caspio.

### Fonti primarie
- Ammiano Marcellino, Res Gestae; Vedi qui testo latino e traduzione in inglese.
- Annales Valesiani, V; Vedi qui testo latino e traduzione in inglese.
- Aurelio Vittore, Epitome de Caesaribus e De Vita et Moribus Imperatorum Romanorum; Vedi qui testo latino e traduzione in inglese.
- Corpus Inscriptionum Latinarum; Vedi il sito sulle iscrizioni latine.
- Eusebio di Cesarea, Vita di Costantino.
- Eutropio, Breviarium historiae romanae (testo latino), IX-X .
- Flavio Claudio Giuliano, De Caesaribus.
- Giordane, De origine actibusque Getarum; Vedi qui testo latino.
- Lattanzio, De mortibus persecutorum, XXVI; Vedi qui testo latino.
- Orosio, Historiarum adversus paganos libri septem, libro 7 Vedi qui testo latino.
- Panegyrici latini, VII e X Vedi qui testo latino.
- Roman Imperial Coinage, VII.
- Sozomeno, Ecclesiastica Historia, I.
- Teofane Confessore, Chronographia.
- Zosimo, Storia nuova, I-II.

### Fonti moderne
- Radu Ardevan e Livio Zerbini, La Dacia romana, Soveria Mannelli, 2007, ISBN 978-88-498-1827-7.
- (EN) Timothy Barnes, Constantine and Eusebius, Cambridge, MA Harvard University Press, 1981, ISBN 978-0-674-16531-1.
- (EN) Timothy Barnes, The New Empire of Diocletian and Constantine, Cambridge, MA Harvard University Press, 1982, ISBN 0-7837-2221-4.
- Anselmo Baroni, Cronologia della storia romana dal 235 al 476, collana Storia Einaudi dei Greci e dei Romani, vol. 19, Milano, 2009.
- J. Burckhardt, L'età di Costantino il Grande, Firenze, 1990, ISBN 88-383-1204-4.
- (EN) Averil Cameron, Il tardo impero romano, Milano, 1995, ISBN 88-15-04887-1.
- Jean-Michel Carrié, Eserciti e strategie, collana Storia dei Greci e dei Romani, vol. 18, La Roma tardo-antica, per una preistoria dell'idea di Europa, Milano, 2008.
- (EN) T. G. Elliott, The Christianity of Constantine the Great, Scranton, University of Scranton Press, 1996, ISBN 0-940866-59-5.
- (ES) Julio Rodríguez González, Historia de las legiones Romanas, Madrid, 2003.
- Michel Grant, Gli imperatori romani, storia e segreti, Roma, 1984, ISBN 88-541-0202-4.
- Eberhard Horst, Costantino il Grande, Milano, 1987.
- (EN) Arnold Hugh Martin Jones, The Later Roman Empire: 284-602, Baltimora, 1986, ISBN 0-8018-3285-3.
- Yann Le Bohec, Armi e guerrieri di Roma antica. Da Diocleziano alla caduta dell'impero, Roma, 2008, ISBN 978-88-430-4677-5.
- (EN) Noel Lenski, The Reign of Constantine, in The Cambridge Companion to the Age of Constantine, New York, Cambridge University Press, 2006,  pp. 59-90, ISBN 0-521-52157-2.
- V. A. Maxfield, L'Europa continentale, collana Il mondo di Roma imperiale, Roma-Bari, 1989.
- Santo Mazzarino, L'impero romano, Bari, 1973, ISBN 88-420-2377-9.
- (EN) András Mócsy, Pannonia and Upper Moesia, Londra, 1974.
- (EN) Charles Matson Odahl, Constantine and the Christian Empire, New York, Routledge, 2004, ISBN 0-415-17485-6.
- (EN) Pavel Oliva, Pannonia and the onset of crisis in the roman empire, Praga, 1962.
- (EN) Hans Pohlsander, The Emperor Constantine, Londra; New York, Routledge, 2004, ISBN 0-415-31938-2.
- (EN) David S. Potter, The Roman Empire at Bay: AD 180–395, New York, Routledge, 2005, ISBN 0-415-10058-5.
- Roger Rémondon, La crisi dell'impero romano, da Marco Aurelio ad Anastasio, Milano, 1975.
- (EN) Chris Scarre, Chronicle of the roman emperors, New York, 1999, ISBN 0-500-05077-5.
- (EN) Pat Southern, The Roman Empire: from Severus to Constantine, Londra & New York, 2001, ISBN 0-415-23944-3.
- (EN) Warren T. Treadgold, A History of the Byzantine State and Society, Stanford University Press, 1997, ISBN 0-8047-2630-2.
- C. R. Whittaker, Frontiers of the Roman empire. A social ad economic study, Baltimora & London, 1997.